# Eleodes acuticauda
Eleodes acuticauda es una especie de escarabajo del género Eleodes, tribu Amphidorini, familia Tenebrionidae. Fue descrita científicamente por LeConte en 1851.
Se mantiene activa durante todos los meses del año.

## Descripción
Mide aproximadamente 32 milímetros de longitud.

## Distribución
Se distribuye por México y Estados Unidos.